# Maurizio Tremul
Maurizio Tremul (Capodistria, 9 agosto 1962) è un politico sloveno, appartenente alla comunità italiana in Slovenia.
Da luglio 2018 è presidente dell'Unione Italiana.

## Biografia
Maurizio Tremul è nato a Capodistria nel 1962 dove ha frequentato le scuole elementari, completando la scuola dell'obbligo nella vicina Isola d'Istria.
È presidente dell'Unione Italiana da luglio 2018. Dal 1991 al 2002, per tre mandati, è stato presidente della giunta esecutiva della stessa Unione Italiana.
Il 26 giugno 2022 è stato rieletto alla guida dell'Unione Italiana battendo lo sfidante Felice Žiža.